# Var glad, min själ, och fatta mod
Var glad, min själ, och fatta mod är en ursprungligen tysk psalm, Frisch auf / mein Seel! av Kaspar Schmucker i åtta verser från 1578. Texten översattes till svenska av Haquinus Magni Ausius eller möjligen Petrus Brask och bearbetades senare av Jesper Swedberg. En textbearbetning utfördes av Anders Frostenson 1979 då antalet verser minskade till fyra. Enligt äldre källor är Ludwig Helmbold författare men detta är fel enligt nyare källor (diskussion).
Inledningsorden i 1695 års psalmbok lyder:
War gladh min siäl och fatta modh
Gudh wil sigh änn förbarma
Psalmen sjungs till Burkhard Waldis musik från 1553 vilken är densamma som till psalmerna O giv oss, Herre, av den tro (1986 nr 253), Allt mänskosläktet av ett blod (1986 nr 588), Ditt ljus, o Helge Ande, tänd (1921 nr 538), Förgäves all vår omsorg är (1986 nr 595), O Gud, ditt rike ingen ser (1937 nr 292, 1986 nr 366).
I 1697 års koralbok anges att melodin är samma som till psalmerna Gudh hör min böön (nr 62), Tå migh går sorg och nödh uppå (nr 94), Een liknelse liuflig och klar (nr 202), Frögder eder i thenna tijd (nr 223) och Gudz stränga Budh och helga Lagh (nr 325). Vilket enligt 1921 års koralbok med 1819 års psalmer var hämtad ur Der Psalter, In Newe Gesangs weise und künstliche Reimen gebracht och samma melodi som till psalmen ovan: O Gud, ditt rike ingen ser (1819 nr 199).

## Publicerad i
- 1695 års psalmbok, som nr 238 under rubriken "Om Gudz nådiga Beskydd".
- 1819 års psalmbok, som nr 230 under rubriken "Förhållandet till Gud: Lydnad för Guds vilja och frimodighet under hans beskydd".
- Sionstoner 1935, som nr 452, vers 6-8 med titelraden "Var glad min själ, hav Herren kär", under rubriken "Nådens ordning: Trosliv och helgelse".
- 1937 års psalmbok, som nr 313 under rubriken "Trons glädje och förtröstan".
- 1986 års psalmbok, som nr 560 under rubriken "Glädje - tacksamhet".